# Pruppach (Roth)
Pruppach is een plaats in de Duitse gemeente Roth, deelstaat Beieren, en telt 506 inwoners (2008).